# Лесодолгоруково
Лесодолгору́ково — посёлок в Истринском районе Московской области России. Относится к сельскому поселению Новопетровское. Население — 185 чел. (2010).

## Население
| 2006 | 2010 |
| ---- | ---- |
| 660  | ↘185 |

## География
Расположен примерно в 34 км к северо-западу от центра города Истры. Ближайшие населённые пункты — деревни Шапково и Деньково. Рядом с посёлком протекает река Разварня.
На территории населённого пункта находится одноимённая железнодорожная станция. Южнее, в 250 метрах — Волоколамское шоссе, в 3 км — автодорога М9 «Балтия»; в 8,5 км к востоку — Московское большое кольцо.

## История названия
В 1901 году на Рижском направлении Московской железной дороги была открыта платформа Разварня, названная по расположению на одноимённой реке у деревни Разварня. Так как платформа находилась при имении землевладельца князя Долгорукова, в 1904 году ей было присвоено новое название с включением элемента лесо-, указывающего на лесистость этой территории. Селение, выросшее при платформе, называлось посёлок станции Лесодолгоруково.
В 2003 году посёлок станции Лесодолгоруково и посёлок Леспромхоза Деньковского сельского округа были объединены в посёлок станции Лесодолгоруково, который в 2004 году был преобразован в посёлок Лесодолгоруково.